# Забрђе (Висок)
Забрђе је једна од пет одвојених и међусобно доста различитих предеоних целина на територији општине Димитровград која припада планинском типу рељефа у Пиротском управном округу, уз саму српско-бугарску границу.

## Историја
О Забрђу је писао Гаврило Видановић.

## Географске одлике
Предеона целина Забрђе се простире на око 168 км², правцем север-југ око 12 км и правцем исток-запад око 14 км. Разуђени брдски простор 500-900 м.н.в. који се диже од долине Нишаве до планине Видлич са гребеном између 1.100 — 1.200 м.н.в.
Планина Видлич представља континуирани појас дужине 13 км и различите ширине од 250 до 1.500 метара. Укупна површина је око 1.000 ха. Око 750 ха заузимају пашњаци, а осталих 250 ха је под шумом. Планина Видлич представља природну границу између
Забрђа и Висока.
Под падинама Видлича налази се највеће крашко поље у Србији – Одоровско поље на око 700 м.н.в. На југозападном делу Одоровског поља је развијен и подземни крашки рељеф, као понорске пећине Одоровске реке. Највећи значај има Комплекс петерлашке пећина за коју је Завод за заштиту природе Србије је 2006. године урадио елаборат о заштити „Петeрлашких
пећина“ у коме предлажу заштиту у статусу Споменика природе I категорије, природно добро од изузетног значаја и спровођење режима II степена.
Центар Забрђа је село Смиловци. У Забрђе спадају села: Бребевница, Смиловци, Радејна, Мојинци, Мазгош и Протопопинци. Бребевница је позната по глини.

### Клима
На подручју Забрђа углавном се испољава умерено-континентални климатски тип. Средња минимална температура ваздуха у јануару је до -4,8°C, док је средња минимална температура априла 4,3°C, а новембра 1,2°C.Топлији период започиње нагло априла, а завршава се брзо почетком октобра месеца. Најтоплији месеци су јул и август, чије су температуре приближно уједначене (19,3°C и 19°C).
Средње месечне вредности релативне влажности ваздуха у наведеном периоду крећу се од 65,9% до 81,5%. Највећа влажност је у зимском периоду због ниских температура ваздуха, а најмања у августу и априлу. Повећање релативне влаге у мају и јуну
месецу настаје због обилнијих падавина.
Главни максимуми падавина су у мају (74,9мм) и јуну (87,1мм). То су уједно и најкишовитији месеци на том подручју. Главни минимум падавина је септембра (38,9мм) и октобра (39,1мм). Током лета кише су краткотрајне, након чега брзо опет огреје сунце, а ретка су она лета у којима сваког другог или трећег дана падне киша.
Највећи број облачних дана је у децембру (15,4), затим у јануару (14,8) и фебруару (12,3). Најмање облачних дана има у јулу (3,0), августу (3,1) и септембру (3,7).
Изразито доминирају ветрови из југоисточног, источног и североисточног правца, док ветрови са запада дувају углавном само јула и августа месеца.

### Биодиверзитет
Основне карактеристике биодиверзитета Забрђа су, изузетна разноврсност флоре и фауне, богат шумски фонд, богатство и разноврсност животних заједница и значајан генетски фонд.
Стање природне вегетације уклапа се у шири ареал распрострањености појединих врста Балкана, посебно планинских масива: Старе планине, Видлича, Влашке и Гребен планине, које су се формирале утицајем тектонских активности у прошлости, чија последица су наведене формације и свакако резултат су климатских, географских, геоморфолошких, геолошких и осталих услова на овом простору. 
Грабић је на кречњачким теренима у нижем брдском подручју Забрђа једна је од последњих врста шумског дрвећа у процесу деградације вегетације и представља одличног заштитника замљишта од ерозије.